# Gouzeaucourt
Gouzeaucourt ist eine französische Gemeinde mit 1.434 Einwohnern (Stand: 1. Januar 2022) im Département Nord in der Region Hauts-de-France. Sie gehört zum Arrondissement Cambrai und zum Kanton Le Cateau-Cambrésis. Die Einwohner werden Gouzeaucourtois genannt.

## Geografie
Die Gemeinde Gouzeaucourt liegt etwa 15 Kilometer südsüdwestlich von Cambrai. Gouzeaucourt grenzt im Westen an das Département Pas-de-Calais und im Südwesten an das Département Somme. Umgeben wird Gouzeaucourt von den Nachbargemeinden Villers-Plouich im Norden, Gonnelieu im Osten, Villers-Guislain im Süden und Südosten, Heudicourt im Süden und Südwesten sowie Metz-en-Couture im Westen.

## Bevölkerungsentwicklung
| Jahr                       | 1962 | 1968 | 1975 | 1982 | 1990 | 1999 | 2006 | 2013 | 2020 |
| Einwohner                  | 1263 | 1260 | 1237 | 1286 | 1377 | 1253 | 1376 | 1552 | 1463 |
| Quellen: Cassini und INSEE |      |      |      |      |      |      |      |      |      |

## Sehenswürdigkeiten

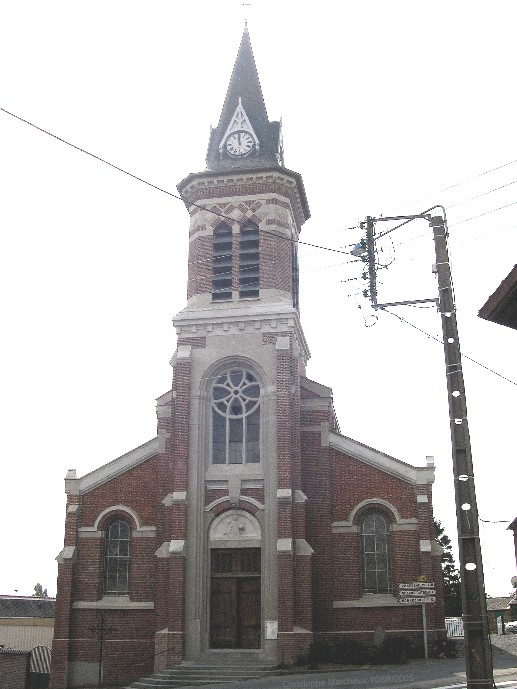
Kirche Saint-Quentin
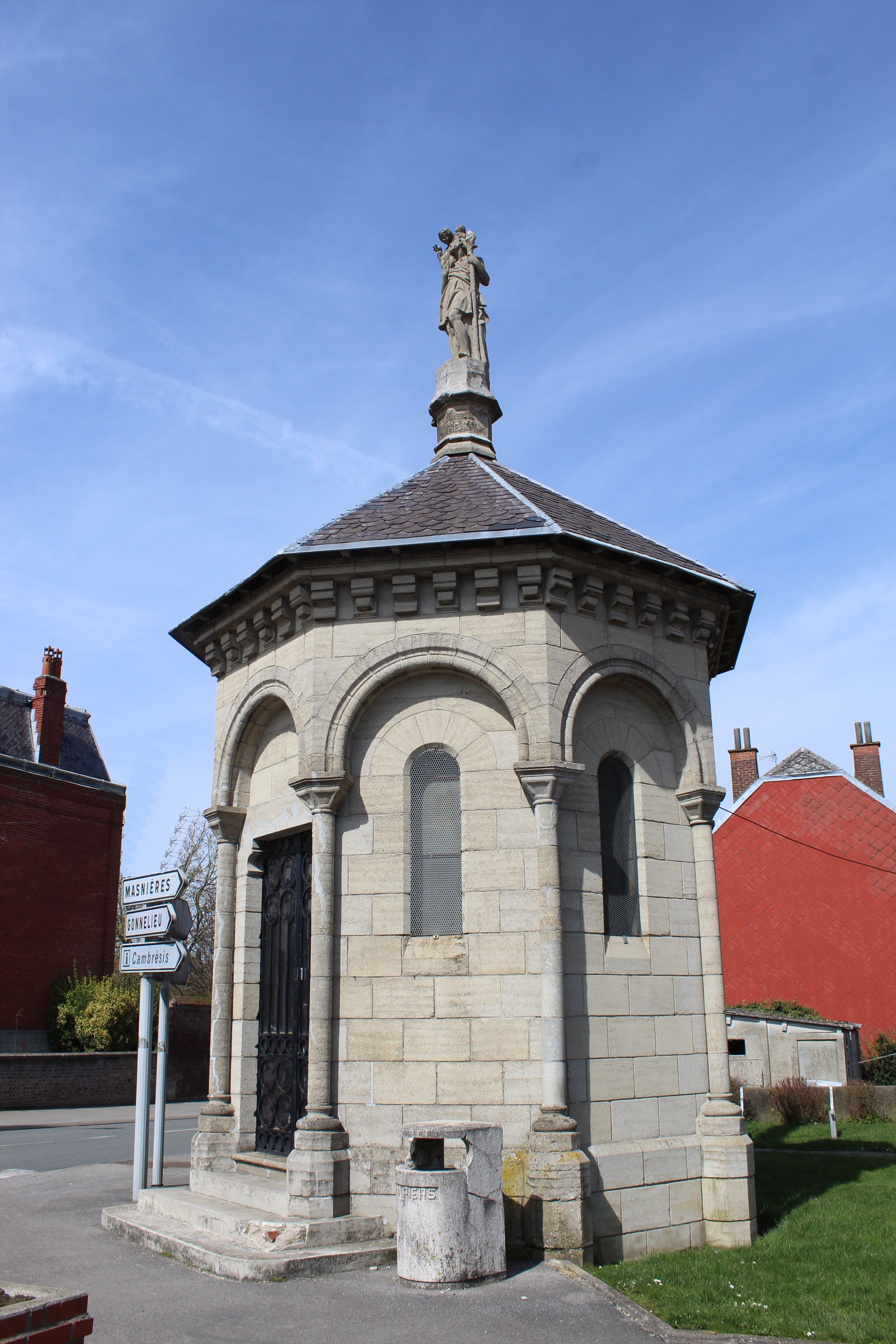
Kapelle Saint-Christophe
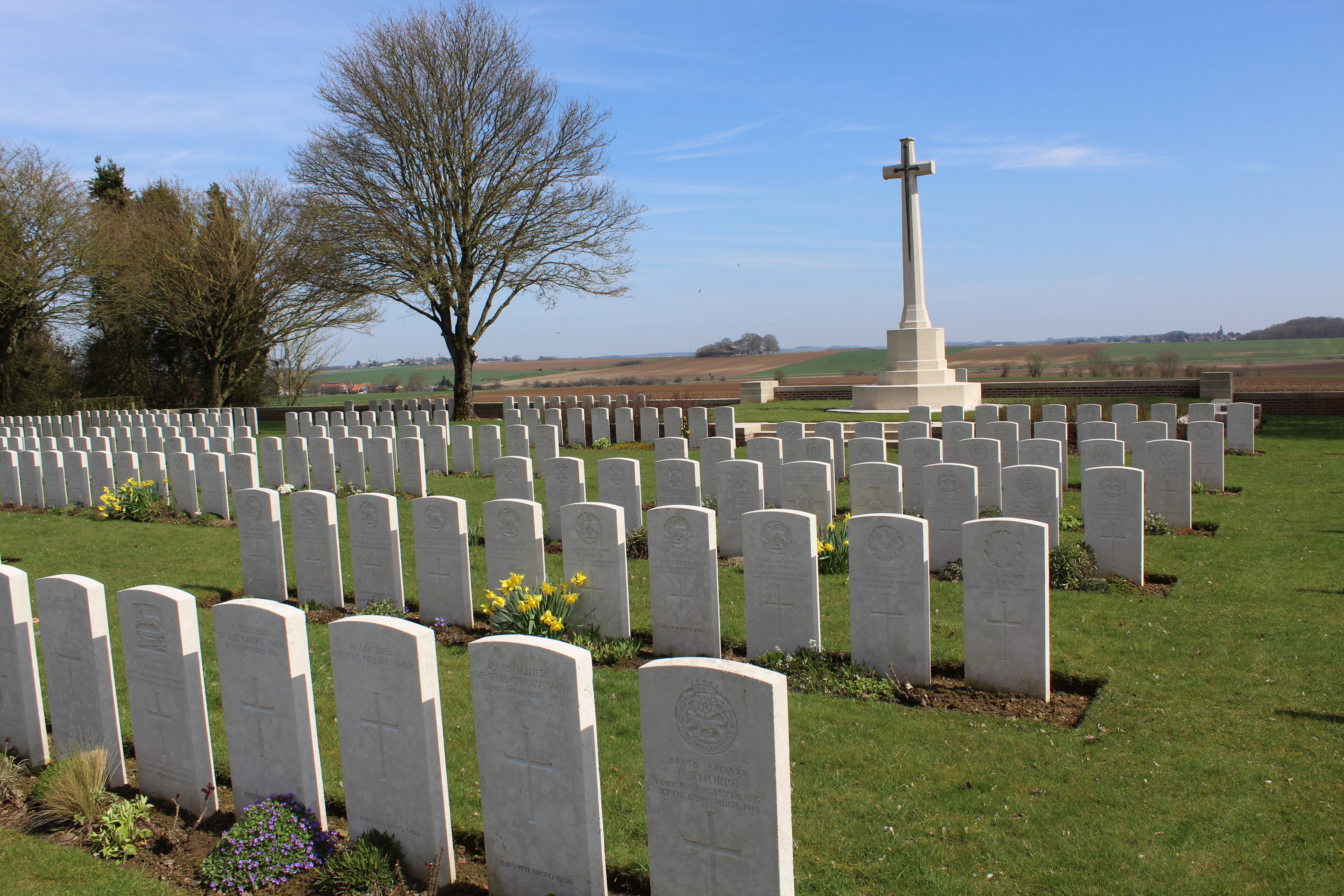
Britischer Soldatenfriedhof
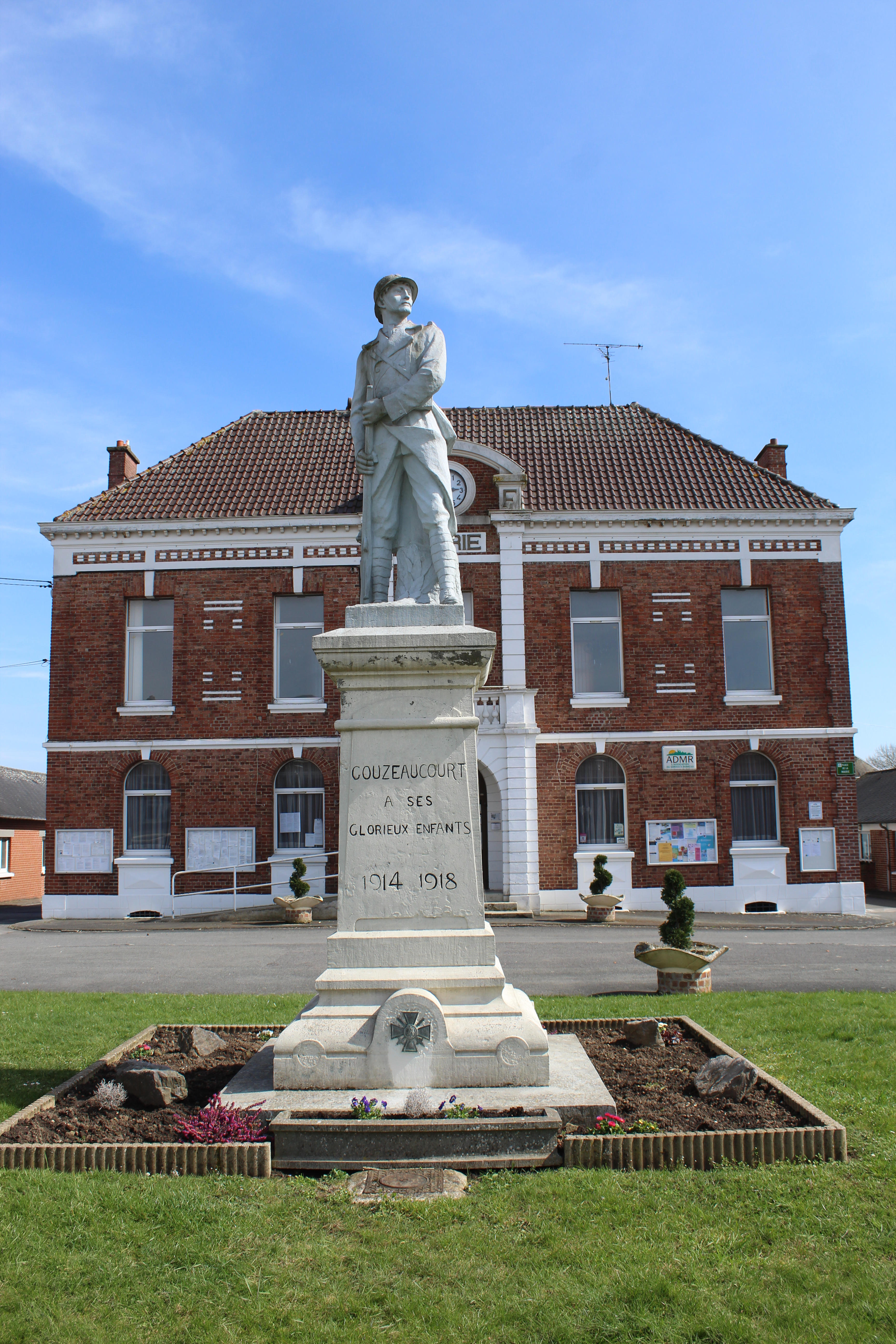
Gefallenendenkmal

- Kirche Saint-Quentin
- Kapelle Saint-Christophe
- Britischer Soldatenfriedhof
- Gefallenendenkmal